# Sergia regelii
Sergia regelii är en klockväxtart som först beskrevs av Ernst Rudolf von Trautvetter och fick sitt nu gällande namn av Andrej Aleksandrovitj Fjodorov. Sergia regelii ingår i släktet Sergia och familjen klockväxter. Inga underarter finns listade i Catalogue of Life.